# توان ۱۰

تصویری از توان‌های ده از عدد یک تا یک تریلیون.

 در ریاضیات، توان ده هر توان صحیحِ عددِ ده است؛ به‌بیان دیگر، ده ضرب در خودش به تعداد مرتبه خاص (وقتی توان یک عدد صحیح مثبت است). طبق تعریف، عدد یک نیز (توان صفرم) یکی از توان‌های ده به‌شمار می‌رود. چند توان غیرمنفی نخست عدد ده عبارت‌اند از:
۱, ۱۰, ۱۰۰, ۱٬۰۰۰, ۱۰٬۰۰۰, ۱۰۰٬۰۰۰, ۱,۰۰۰,۰۰۰, ۱۰,۰۰۰,۰۰۰... (دنباله A011557 در OEIS)

## توان‌های مثبت
در نمایش ده‌دهی، توان‌های چندم عدد ده به‌صورت عددی با یک رقم «۱» و به تعداد توان، صفر در ادامه آن نوشته می‌شود. همچنین، می‌توان آن را به‌شکل ۱۰n یا 1En (در نماد e) نوشت. برای نمونه‌های نام‌گذاری شده توان‌های ده، بنگرید به مرتبه بزرگی و مرتبه بزرگی (اعداد). دو روش نام‌گذاری برای توان‌های مثبتِ ده از ۱۰۹ به بعد وجود دارد که به آن‌ها مقیاس بلند و کوتاه می‌گویند. در مواردی که یک توان ده در این دو روش نام متفاوتی دارد، نام مقیاس بلند درون پرانتز آورده می‌شود.
رابطه توان مثبت ده با نام آن در مقیاس کوتاه، بر اساس پیشوند لاتین از فرمول زیر پیروی می‌کند: ۱۰[(شماره پیشوند + ۱) × ۳]
مثال‌ها:
بیلیون = ۱۰[(۲ + ۱) × ۳] = ۱۰۹
اکتیلیون = ۱۰[(۸ + ۱) × ۳] = ۱۰۲۷
| نام        | نامهای دیگر      | توان  | عدد               | نمادهای اس‌آی | پیشوندهای اس‌آی |
| ---------- | ---------------- | ----- | ----------------- | ------------ | -------------- |
| یک         |                  | ۰     | ۱                 |              |                |
| ده         |                  | ۱     | ۱۰                | da           | دکا            |
| صد         |                  | ۲     | ۱۰۰               | h            | هکتو           |
| هزار       |                  | ۳     | ۱٬۰۰۰             | k            | کیلو           |
| ده هزار    | میریاد (یونانی)  | ۴     | ۱۰٬۰۰۰            |              |                |
| صد هزار    | لک (هندی)        | ۵     | ۱۰۰٬۰۰۰           |              |                |
| میلیون     |                  | ۶     | ۱٬۰۰۰٬۰۰۰         | M            | مگا            |
| ده میلیون  | کرور (India)     | ۷     | ۱۰٬۰۰۰٬۰۰۰        |              |                |
| صد میلیون  |                  | ۸     | ۱۰۰٬۰۰۰٬۰۰۰       |              |                |
| بیلیون     | میلیارد (LS)     | ۹     | ۱٬۰۰۰٬۰۰۰٬۰۰۰     | G            | گیگا           |
| تریلیون    | بیلیون (LS)      | ۱۲    | ۱٬۰۰۰٬۰۰۰٬۰۰۰٬۰۰۰ | T            | ترا            |
| کوادریلیون | بیلیارد (LS)     | ۱۵    | ...               | P            | پتا            |
| کوینتیلیون | تریلیون (LS)     | ۱۸    |                   | E            | اگزا           |
| سکستیلیون  | تریلیارد (LS)    | ۲۱    |                   | Z            | زتا            |
| سپتیلیون   | کوآدریلیون (LS)  | ۲۴    |                   | Y            | یوتا           |
| اکتیلیون   | کادریلیارد (LS)  | ۲۷    |                   | R            | رونا           |
| نانیلیون   | کوینتیلیون (LS)  | ۳۰    |                   | Q            | کیتا           |
| دسیلیون    | کوانتیلیارد (LS) | ۳۳    |                   |              |                |
| گوگول      |                  | ۱۰۰   |                   |              |                |
| کوینتیلیون |                  | ۳۰۳   |                   |              |                |
| گوگول‌پلکس  |                  | ۱۰۱۰۰ |                   |              |                |

برای نمونه‌های بیشتر، نام اعداد بزرگ را مشاهده کنید. اعدادی بزرگ‌تر از حدود یک تریلیون به‌ندرت نامیده یا با همه رقم‌ها نوشته می‌شوند و معمولاً با نماد علمی بیان می‌شوند.

## توان‌های منفی
دنباله توان‌های ده را می‌توان به توان‌های منفی هم گسترش داد.
همانند توان‌های مثبت، توان منفی ده مرتبط با نام آن در مقیاس کوتاه را نیز می‌توان با توجه به پیشوند لاتین نام از فرمول زیر به‌دست‌آورد: ۱۰−[(شماره پیشوند + ۱) × ۳]
مثال‌ها:
بیلیونم = ۱۰−[(۲ + ۱) × ۳] = ۱۰−۹
کوئینتیلیونم = ۱۰−[(۵ + ۱) × ۳] = ۱۰−۱۸
| نام          | توان | عدد           | نماد SI | پیشوند SI |
| ------------ | ---- | ------------- | ------- | --------- |
| یک           | ۰    | ۱             |         |           |
| دهم          | −۱   | ۰٫۱           | d       | دسی       |
| صدم          | −۲   | ۰٫۰۱          | c       | سانتی     |
| هزارم        | −۳   | ۰٫۰۰۱         | m       | میلی      |
| ده‌هزارم      | −۴   | ۰٫۰۰۰ ۱       |         |           |
| صد هزارم     | −۵   | ۰٫۰۰۰ ۰۱      |         |           |
| میلیونم      | −۶   | ۰٫۰۰۰ ۰۰۱     | μ       | میکرو     |
| بیلیونم      | −۹   | ۰٫۰۰۰ ۰۰۰ ۰۰۱ | n       | نانو      |
| تریلینم      | −۱۲  | …             | p       | پیکو      |
| کوادریلیونم  | −۱۵  |               | f       | فمتو      |
| کوئینتیلیونم | −۱۸  |               | a       | آتو       |
| سکستیلیونم   | −۲۱  |               | z       | زپتو      |
| سپتیلیونم    | −۲۴  |               | y       | یوکتو     |
| اکتیلیونم    | −۲۷  |               | r       | رونتو     |
| نانیلیونم    | −۳۰  |               | q       | کوئکتو    |
| دسیلیونم     | −۳۳  |               |         |           |

## گوگول و گوگول‌پلکس
عدد گوگول برابر است با ۱۰۱۰۰. این واژه را «میلتون سیروتا» که ۹ ساله بود و خواهرزاده ریاضی‌دان آمریکایی ادوارد کازنر به‌شمار می‌رفت، ابداع کرد. این عدد در کتاب کازنر با نام ریاضیات و خیالات (منتشرشده در ۱۹۴۰) معروف شد که برای مقایسه و مصورسازی اعداد بسیار بزرگ به کار می‌رفت. گوگول‌پلکس (یعنی ده به توان گوگول، یا ۱۰۱۰۱۰۰)، عددی بسیار بزرگ‌تر از گوگول، نیز در همان کتاب معرفی شد.

## نمادگذاری علمی
نماد علمی روشی برای نوشتن اعداد بسیار بزرگ یا بسیار کوچک به‌شکل فشرده است.
در این روش، عدد به‌صورت حاصل‌ضربِ یک ضریب در توانی از ده نوشته می‌شود.
گاه بصورت زیر نشان داده می‌شود:
m × ۱۰n
یا کوتاه‌تر به شکل:
۱۰n
این معمولاً برای نمایش توان‌های ۱۰ به‌کار می‌رود. اگر n مثبت باشد، نشان‌دهنده تعداد صفرهای پس از عدد است و اگر n منفی باشد، شمارِ محل‌های اعشار را پیش از عدد نشان می‌دهد.
برای نمونه:
۱۰۵ = ۱۰۰,۰۰۰: ۱۰−۵ = ۰.۰۰۰۰۱
صورت نوشتاری mEn، که به آن نماد e گفته می‌شود، در برنامه‌نویسی رایانه، نرم‌افزارهای صفحه‌گسترده و پایگاه‌های داده به کار می‌رود ولی در نوشته‌های علمی چندان مرسوم نیست.

## مطالعات بیشتر

### ویدئو
- توان‌های ۱۰ (محصول ۱۹۷۷). فیلمی ۹ دقیقه‌ای از پی‌بی‌اس ساخته چارلز و ری ایمز. «ماجرایی در رابطه با مقیاس‌های بزرگی. این فیلم با یک پیک‌نیک کنار دریاچه‌ای در شیکاگو شروع می‌شود و مخاطب را تا دورترین نقاط کیهان می‌برد. هر ده ثانیه، نقطه آغاز را از فاصله‌ای ۱۰ بار دورتر می‌بینیم تا زمانی‌که کهکشان ما تنها همچون نقطه‌ای نورانی در میان بسیاری کهکشان دیگر دیده شود. با سرعتی نفس‌گیر به زمین بازمی‌گردیم و این بار به درون دستِ فردی که در پیک‌نیک خوابیده سفر می‌کنیم، و هر دو ثانیه ۱۰ بار بزرگ‌نمایی را بیشتر می‌کنیم. سفر ما در نهایت درون یک پروتون از اتم کربن درون مولکول دی‌ان‌ای سلول خونی سفید به پایان می‌رسد.»